# Jeffrey Bruma
Jeffrey Kevin van Homoet Bruma (* 13. listopadu 1991) je nizozemský profesionální fotbalový obránce hrající v německém klubu VfL Wolfsburg. Jeho starší bratr Marciano Bruma je také profesionální fotbalista.